# Крај (кратки филм)
„Крај”  је српски кратки филм из 2010. године. Режирао га је Предраг Бамбић који је написао и сценарио.

## Улоге
| Глумац        | Улога  |
| ------------- | ------ |
| Бојана Бамбић | Жена   |
| Марко Јањић   | Човек  |
| Јована Протић | Дете 2 |
| Софија Протић | Дете 1 |